# 자킨토스현
자킨토스현(그리스어: Ζακύνθου)은 그리스 이오니아 제도주의 현으로 자킨토스, 스트로파데스와 여러 작은 섬으로 이루어져 있다. 현청 소재지는 자킨토스이다.